# La Reforma, San Francisco Chapulapa
La Reforma är en ort i Mexiko.   Den ligger i kommunen San Francisco Chapulapa och delstaten Oaxaca, i den sydöstra delen av landet, 300 km sydost om huvudstaden Mexico City. La Reforma ligger 1 658 meter över havet och antalet invånare är 109.
Terrängen runt La Reforma är varierad. Runt La Reforma är det glesbefolkat, med 17 invånare per kvadratkilometer. Närmaste större samhälle är San Bartolomé Ayautla, 19,2 km norr om La Reforma. I omgivningarna runt La Reforma växer i huvudsak städsegrön lövskog.